# Trachyphyllia geoffroyi
Trachyphyllia es un género de coral, de la familia Merulinidae , de la clase Anthozoa. Es un género monotípico, y su única especie es Trachyphyllia geoffroyi.
Pertenece al orden Scleractinia, por lo que su esqueleto es macizo y está compuesto de carbonato cálcico. Tras la muerte del coral, su esqueleto contribuye a la generación de nuevos arrecifes en la naturaleza, debido a que la acción del CO2 convierte muy lentamente su esqueleto en bicarbonato cálcico, sustancia ésta asimilable directamente por las colonias coralinas.
Hay polémica entre autores que clasifican al coral Wellsophyllia radiata como una especie del género: Trachyphyllia radiata. El Registro Mundial de Especies Marinas lo considera una sinonimia.
Su nombre común en inglés es open brain coral, o coral cerebro abierto, debido a los lóbulos que forma su tejido.

## Morfología
Es un coral de "vida libre", lo que significa que, aunque posee un esqueleto cálcico, no está fijado al sustrato. Normalmente es de simetría bilateral. Posee de una a tres bocas, de unos 10 mm de diámetro. En raras ocasiones se ven grandes formaciones coloniales con un esqueleto  flabelo-meandroide. Su base es cónica, para facilitar su enterramiento en suelos arenosos. Sus tentáculos aparecen por la noche, dispuestos en varias filas rodeando el disco oral, en ocasiones también por el día si hay alimento disponible.
Los valles tienen septos y lóbulos paliformes grandes y regulares. También la columela es grande y enmarañada. Usualmente mide unos 12 cm de diámetro, en ocasiones alcanza los 20 cm. El color más común del tejido del pólipo es verde, después marrón, a veces bandeado, y raramente azul o rojo. Este último se da en ejemplares ubicados en aguas turbias o a la sombra de otros corales, por tanto con poca iluminación.

## Hábitat
Es raro localizarlo en arrecifes, ubicándose comúnmente alrededor de islas continentales, en las zonas más protegidas del arrecife y en suelos arenosos entre arrecifes. Suele encontrarse en aguas superficiales y soleadas, como las de las lagunas coralinas.
Su rango de profundidad es entre 12 y 40 m, aunque se reportan localizaciones entre 2,5 y 616 m. Habitan aguas tropicales en un rango de temperatura entre 24.50 y 28.37 °C.

## Distribución
Su distribución geográfica comprende el Indo-Pacífico, siendo especie nativa de Arabia Saudí, Australia, Birmania, Camboya, China, Comoros, Egipto, Eritrea, Filipinas, India, Indonesia, Israel, Japón, Jordania, Kenia, Madagascar, Malasia, Maldivas, Mauricio, Mayotte, Mozambique, Nueva Caledonia, Papúa Nueva Guinea, Reunión, islas Salomón, Seychelles, Singapur, Somalía, Sri Lanka, Sudán, Tailandia, Taiwán, Tanzania, Vanuatu, Vietnam, Yemen y Yibuti.

## Alimentación
Los pólipos contienen algas simbióticas; mutualistas, ambos organismos se benefician de la relación, llamadas zooxantelas. Las algas realizan la fotosíntesis produciendo oxígeno y azúcares, que son aprovechados por los pólipos, y se alimentan de los catabolitos del coral, especialmente fósforo y nitrógeno. Esto les proporciona entre el 75 y el 95% de sus necesidades alimenticias. El resto lo obtienen atrapando plancton con sus tentáculos.

## Reproducción
Existen reportes de reproducción asexuada en cautiverio, en la que pequeñas piezas se separan de la colonia madre. En la reproducción sexual, la mayoría de los corales liberan óvulos y espermatozoides al agua, siendo por tanto la fecundación externa. Los huevos, una vez en el exterior, permanecen a la deriva arrastrados por las corrientes varios días, más tarde se forma una larva plánula que, tras deambular por la columna de agua marina, cae al fondo, se adhiere a él y comienza a secretar carbonato cálcico para formar un esqueleto, o coralito. Los especímenes jóvenes se fijan durante la fase de desarrollo sobre cualquier sustrato, al alcanzar cierto tamaño suelen romper la fijación, por lo que se depositan en los fondos sin soporte, la posibilidad de hinchar sus pólipos impide al coral hundirse en la arena.

## Mantenimiento
Por lo general, los Trachyphyllia son robustos y , de entre los corales duros, fáciles de mantener. La iluminación y la corriente deben ser moderadas. Es importante mantener niveles adecuados de yodo en nuestro acuario, además del resto de parámetros obligados del acuario marino: salinidad, nitratos, fosfatos, calcio, magnesio y oligoelementos.
No es una especie agresiva con otros corales. Deberemos evitar el contacto con otras especies que puedan dañar su tejido. 
Su mejor ubicación es en un suelo arenoso o en roca, pero en la parte baja del acuario.

## Galería
|                         |
| Trachyphyllia geoffroyi |

|                                                        |
| Trachyphyllia geoffroyi con los tentáculos extendidos. |

|                                       |
| Trachyphyllia geoffroyi en un acuario |

|                                                                                       |
| Colonia de Trachyphyllia geoffroyi en el acuario Sea World de Praga, República Checa. |

|                                          |
| Variedad roja de Trachyphyllia geoffroyi |

|              |
| T. geoffroyi |